# ねこねこ日本史
『ねこねこ日本史』（ねこねこにほんし）は、そにしけんじによる日本の漫画、および2016年4月から2021年3月までNHK Eテレにて放送されていた日本のテレビアニメ。
実業之日本社社のウェブコミックサイト「COMICリュエル」で配信中。2018年4月5日より、「読売KODOMO新聞」で書き下ろしのスピンオフ連載『ねこねこ日本史 ヒーロー&ヒロイン列伝』が連載中。
2024年11月時点で部数が185万部を突破している。

## 作品概要
日本の史実の人物を猫にして歴史を描く4コマ漫画シリーズ。ビデオリサーチの調査によれば、小学生の女子は約6割、男子は約5割が本作を知っていて好感度も高いという。『月刊ポピー6年生版』が300人を対象に行った「好きなマンガ・アニメ」アンケートでは、『名探偵コナン』、『ドラえもん』、『ONE PIECE』についで4位だった。読売KODOMO新聞で「ねこねこグニャンプリ」としてキャラクター人気投票を行ったところ、1位新選組、2位卑弥呼、3位真田幸村という結果で、女子小学生ファンの多さが反映された。
子どものころから大河ドラマや時代劇が好きだった作者のそにしが、小さな子どもでもゆるく楽しめるようにとキャラクターを全て猫にして卑弥呼を主人公に6 - 8ページのショートストーリーを描いたのがはじまりとなる。この原稿を各出版社の担当編集者に見せてまわったところ、実業之日本社のWEB雑誌で連載が決まった。
タイトルは「ねこねこ日本」という国の歴史という意味。日本史ではないので「多少史実と違っていてもいい」としている。執筆には膨大な資料を読み込んで下調べを行い、それを猫に置き換え、さらにギャグを加えるという三段階を経て描かれている。最終チェックは歴史研究家の福田智弘が担当している。

### キャラクター設定
肖像画が残っていて、一般に共通したイメージのある人物はそれを元に造形している。徳川家の猫は全員にトーンを入れている。北条氏は虎猫。僧侶は坊主感を出すために折れ耳のスコティッシュフォールドなどを選んでいる。源平合戦では源氏は長毛種、平氏はつるっとしたデザインになっている。平賀源内は肖像画の細長くてつぶれた顔を再現するため、耳の形を工夫した。豊臣秀吉が猿、吉良上野介が犬と猫以外の動物も登場させている。一番苦労したのは坂本龍馬で、髪型ができたときにイメージが固まり、少し小さめの目にしたのが能天気なキャラ設定でよかったという。
登場人物は基本的に猫をメインとしているが、実際は猫以外の動物もよく登場し、例えば豊臣氏が猿だったり、井伊直虎が名前からトラになったり、徳川家康がたまに代名詞よりたぬきとして描かれていたりと他の種類の動物がよく混ざっている。また、猫だけであって、キャットフードをめぐって大騒動を起こしたり、アニメ版第84話で京都御所にハマグリパーティーを行っている噂を追い求めて京都御所へやって来た久坂玄瑞（原作漫画第4巻にも登場）と来島又兵衛の長州藩軍がやられた蛤御門の変で、猫は蛤が食べられないことに呆れたナレーションと西郷隆盛も猫の習性を考えて諌めたり、船に乗るシーンでは水が苦手で乗れないような現実的な猫の習性も入れている。しかし、中には船を乗るシーンがあっても、猫の習性を無視した平然と行動を起こすキャラもいる。また、時代などに関係なく、スマートフォンやパソコンなどのデジタル道具を使うシーンがあったり、現代風の物や建物が出てくるなど当時ではあり得ないものが頻繁に出てくる。その他に異国の人物を猫の品種で分けたりと、独特の目立つ表現が途絶えないようになっている。例：西郷隆盛は自身の愛犬（通常の本作の猫キャラたちは犬や猿や虎よりも一回り小さい）より越えた人間サイズの巨大猫だったり、宮本武蔵や弁慶も、他の猫キャラよりも誇張として一回り大きい猫として描かれるし、ペリーはアメリカンショートヘアーである。平安時代の貴族階級のときは、猫の天皇が一番上で、下から上の段まで集まっているオス猫貴族たちが縦列に四つん這いタワー状態となっている。

## 題材となっているもの
第1巻
- 卑弥呼[注釈 4]
- 聖徳太子
- 聖武天皇
- 藤原道長
- 源頼朝
- 足利尊氏
- 武田信玄
- 織田信長
- 徳川家康[注釈 5]
- 徳川綱吉
- 大石内蔵助
- 坂本竜馬[注釈 6]

第2巻
- 縄文人
- 持統天皇
- 鑑真
- 最澄、空海
- 紫式部
- 伊達政宗
- 真田幸村
- 宮本武蔵
- 徳川吉宗
- 伊能忠敬
- 大塩平八郎
- 新選組（近藤勇、土方歳三、沖田総司）[注釈 7]

第3巻
- 弥生人
- 平将門
- 平清盛
- 井伊直虎
- 豊臣秀吉[注釈 8]
- 石田三成[注釈 9]
- お市、茶々
- 松尾芭蕉
- 平賀源内
- 吉田松陰
- 篤姫
- 夏目漱石[注釈 10]

第4巻
- 中臣鎌足
- 足利義満
- 斎藤道三[注釈 11]
- 毛利元就
- 千利休[注釈 12]
- 竹中半兵衛[注釈 13]
- 細川ガラシャ[注釈 14]
- 直江兼続
- 春日局
- 葛飾北斎
- 二宮金次郎
- 高杉晋作

第5巻
- 古墳時代
- 菅原道真
- 安倍晴明
- 静御前
- 一休宗純
- 日野富子
- 朝倉義景
- 狩野永徳[注釈 15]
- 前田利家とまつ
- 服部半蔵
- 柳生十兵衛
- 中岡慎太郎

第6巻
- ヤマトタケル[注釈 16]
- 額田王
- 藤原定家
- 北条政子
- 運慶[注釈 17]
- 北条早雲
- 真田昌幸
- 長曽我部元親[注釈 18]
- 島津義弘
- 加藤清正
- 近松門左衛門
- 佐久間象山

第7巻
- 旧石器時代[注釈 19]
- 大伴家持
- 巴御前
- 兼好法師[注釈 20]
- 山本勘助
- 明智光秀
- 足利義昭
- 大友宗麟
- 豊臣秀長[注釈 21]
- 小林一茶
- 徳川吉宗・松平定信・水野忠邦[注釈 22]
- 新島八重[注釈 23]

第8巻
- 柿本人麻呂
- 鴨長明[注釈 24]
- 足利直義
- 観阿弥、世阿弥[注釈 25]
- 雪舟
- 塚原卜伝
- 松永久秀
- 濃姫[注釈 26]
- 甲斐姫
- 井原西鶴
- 緒方洪庵
- 桂小五郎

第9巻
- 藤原不比等
- 光明皇后
- 後白河法皇
- 龍造寺隆信[注釈 27]
- 柴田勝家
- 淀殿
- 本多忠勝
- 片倉小十郎
- 円空
- 高田屋嘉兵衛
- 間宮林蔵
- 千葉周作

第10巻
- 坂上田村麻呂
- 桓武天皇
- 藤原薬子
- 清少納言
- 楠木正成
- 天草四郎
- ザビエル
- 歌川広重
- 杉田玄白
- 土方歳三
- ジョン万次郎
- 渋沢栄一

第11巻
- 孝謙天皇
- 源義朝
- 源義経[注釈 28]
- 北条義時
- 親鸞
- 九鬼嘉隆
- ねね
- 北条氏政
- 尾形光琳
- 伊東甲子太郎[注釈 29]
- 板垣退助[注釈 30]
- 芥川龍之介

第12巻
- 阿倍仲麻呂
- 藤原定子
- 北条時宗
- 法然
- 武田信玄
- 上杉謙信
- 出雲おくに
- 関孝和
- 勝海舟
- 近藤勇
- 伊藤博文
- 江戸川乱歩

第13巻
- 蘇我馬子
- 小野小町
- 種子島時尭
- 徳川家康
- 徳川秀忠
- 千姫
- 井伊直政
- 小早川秀秋
- 立花宗茂
- 徳川慶喜
- 大久保利通
- 犬養毅[注釈 31]

第14巻
- 吉備真備
- 和泉式部
- 藤原彰子
- 山名宗全
- 尼子経久
- 今川義元
- 初
- 荒木又右衛門
- 本居宣長
- 西郷隆盛[注釈 32]
- 原敬
- 与謝野晶子

第15巻
- 天武天皇
- 紀貫之
- 後醍醐天皇
- 足利義教
- 小松姫
- 小田氏治
- 田沼意次
- 蔦屋重三郎
- 松平定信
- 斎藤一
- 樋口一葉
- 北里柴三郎

第16巻
- 太安万侶
- 阿野廉子
- 山内一豊と千代
- 徳川家光
- 十返舎一九
- 喜多川歌麿
- シーボルト
- 沖田総司
- 福沢諭吉[注釈 33]
- 津田梅子
- 野口英世
- 大隈重信

## 書誌情報
- そにしけんじ 『ねこねこ日本史』 実業之日本社、既刊16巻（2025年4月24日現在）
  1. 2014年8月7日発売[6]、ISBN 978-4-408-61290-4
  2. 2016年2月9日発売[7]、ISBN 978-4-408-41407-2
  3. 2016年12月16日発売[8]、ISBN 978-4-408-41453-9
  4. 2017年7月14日発売[9]、ISBN 978-4-408-41468-3
  5. 2018年2月9日発売[10]、ISBN 978-4-408-41489-8
  6. 2018年10月5日発売[11]、ISBN 978-4-408-41513-0
  7. 2019年5月9日発売[12]、ISBN 978-4-408-41526-0
  8. 2020年2月7日発売[13]、ISBN 978-4-408-41554-3
  9. 2020年9月11日発売[14]、ISBN 978-4-408-41579-6
  10. 2021年4月30日発売[15]、ISBN 978-4-408-64016-7
  11. 2022年2月10日発売[16]、ISBN 978-4-408-64051-8
  12. 2022年9月8日発売[17]、ISBN 978-4-408-64062-4
  13. 2023年4月6日発売[18]、ISBN 978-4-408-64085-3
  14. 2024年2月8日発売[19]、ISBN 978-4-408-64125-6
  15. 2024年9月5日発売[20]、ISBN 978-4-408-64149-2
  16. 2025年4月24日発売[21]、ISBN 978-4-408-64167-6
- そにしけんじ 『マンガでよくわかる ねこねこ日本史 ジュニア版』 実業之日本社、既刊15巻（2025年2月14日現在）
  1. 2017年10月13日発売[22]、ISBN 978-4-408-41479-9
  2. 2018年4月13日発売[23]、ISBN 978-4-408-41495-9
  3. 2018年12月5日発売[24]、ISBN 978-4-408-41519-2
  4. 2019年6月27日発売[25]、ISBN 978-4-408-41531-4
  5. 2019年10月4日発売[26]、ISBN 978-4-408-41543-7
  6. 2020年4月17日発売[27]、ISBN 978-4-408-41558-1
  7. 2020年12月11日発売[28]、ISBN 978-4-408-41591-8
  8. 2021年6月17日発売[29]、ISBN 978-4-408-64025-9
  9. 2021年11月5日発売[30]、ISBN 978-4-408-64036-5
  10. 2022年2月10日発売[31]、ISBN 978-4-408-64052-5
  11. 2022年12月1日発売[32]、ISBN 978-4-408-64061-7
  12. 2023年6月22日発売[33]、ISBN 978-4-408-64087-7
  13. 2023年11月16日発売[34]、ISBN 978-4-408-64088-4
  14. 2024年11月7日発売[2]、ISBN 978-4-408-64157-7
  15. 2025年2月14日発売[35]、ISBN 978-4-408-64166-9

## テレビアニメ
2016年4月6日より2021年3月3日までNHK Eテレの『天才てれびくん』の併設アニメとして、毎週水曜日の18時45分 - 18時55分に放送された。また、2016年12月11日には、当年の大河ドラマ『真田丸』が最終盤を迎えている関係で、実際の歴史の流れに沿い第7話・第6話・第16話・第15話の順でまとめたスペシャル版が放送された。天てれ第2部のアニメで5年間放送されたが、これは天才てれびくんの併設アニメとしては最長である。
原作では脇役だったりあまり登場していない歴史上の人物の猫キャラをアニメでは大河ドラマの主役をベースやオリジナルストーリーに、アニメでの主役の回として登場させたり、原作では未登場の歴史上の人物の猫キャラを、アニメでは葛飾北斎の回では原作の解説表では表記されていても原作に登場していなかった北斎の娘のお栄の登場や、同じ主役が何度か登場する回で、独自にオリジナルとして登場させていたり、また、原作には載っていない著作物の『里見八犬伝』や忍者、参勤交代などをアニメオリジナルストーリーとしてわかりやすく解説していたり、アニメの第82話の服部半蔵の回で信長の死後、4mの長槍型猫じゃらしをもった半蔵が徳川家康と家康の部下たちを無事に岡崎城へ案内し伊賀を越えるため、案内する際の道程が人生ゲームだったりや、第84話でも中岡慎太郎が提案した薩長を仲良くする方法の想像図が西郷隆盛（薩摩側）と桂小五郎（長州側）が結婚式という例えから、パロディまで等々、原作にないオリジナル展開がある。

### キャスト
声の出演はナレーションを山寺宏一、主役を小林ゆうが務める。
主役を務めなかった回の小林ゆうの配役は、以下の通り。
| 話数                                                                                        | 放送日 | 役名                 |
| ------------------------------------------------------------------------------------------- | --- | -------------------- |
| 第19話                                                                                      | 2016年10月19日 | 紫式部               |
| 第29話 第63話 第82話 第104話 第142話 第150話 第156話                                        | 2017年2月1日2018年2月21日2018年10月10日2019年6月5日2020年9月16日2020年11月25日2021年1月27日                                                                       | 徳川家康             |
| 第32話 第71話 第83話 第86話 第118話 第120話 第121話 第127話 第128話 第146話 第149話 第154話 | 2017年2月22日2018年5月23日2018年10月17日2018年11月14日2019年11月13日2019年12月4日2019年12月11日2020年2月19日2020年2月26日2020年10月21日2020年11月18日2021年1月6日 | 織田信長             |
| 第34話 第45話                                                                               | 2017年4月12日2017年7月12日 | 毘沙門天             |
| 第43話                                                                                      | 2017年6月28日 | 雪斎                 |
| 第51話 第74話 第110話 第139話                                                               | 2017年10月18日2018年6月20日2019年9月4日2020年7月8日 | 近藤勇               |
| 第53話                                                                                      | 2017年11月8日 | 平賀源内             |
| 第54話 第106話                                                                              | 2017年11月15日2019年6月19日 | 吉田松陰             |
| 第55話                                                                                      | 2017年11月22日 | 井伊直虎             |
| 第64話 第84話                                                                               | 2018年2月28日2018年10月31日 | 坂本龍馬             |
| 第65話 第85話                                                                               | 2018年4月4日2018年11月7日 | 大久保利通           |
| 第66話 第70話 第147話                                                                       | 2018年4月11日2018年5月16日2020年10月28日 | 藤原道長             |
| 第75話                                                                                      | 2018年6月27日 | 源義経               |
| 第76話第77話第78話                                                                          | 2018年7月4日2018年7月11日2018年9月5日 | 出演なし             |
| 第88話 第113話                                                                              | 2018年12月5日2019年10月2日 | 源頼朝               |
| 第98話 第116話                                                                              | 2019年4月10日2019年10月23日 | 武田信玄             |
| 第99話 第148話                                                                              | 2019年4月17日2020年11月11日 | 聖武天皇             |
| 第101話                                                                                     | 2019年5月8日 | 竹本義太夫           |
| 第102話                                                                                     | 2019年5月15日 | 徳川綱吉             |
| 第103話                                                                                     | 2019年5月22日 | 源頼朝               |
| 第109話 第143話                                                                             | 2019年7月10日2020年9月23日 | 松尾芭蕉             |
| 第114話                                                                                     | 2019年10月9日 | ペリー               |
| 第117話                                                                                     | 2019年11月6日 | 猫吉の嫁             |
| 第119話                                                                                     | 2019年11月20日 | 毛利元就             |
| 第122話                                                                                     | 2019年12月18日 | 鴨長明               |
| 第131話                                                                                     | 2020年4月22日 | 緒方八重             |
| 第134話 第151話                                                                             | 2020年5月20日2020年12月9日 | 鸕野讃良皇女持統天皇 |
| 第140話                                                                                     | 2020年7月15日 | 足利義満             |
| 第152話                                                                                     | 2020年12月16日 | 大石内蔵助           |
| 第155話                                                                                     | 2021年1月13日 | 伊能忠敬             |
| 第157話                                                                                     | 2021年2月3日 | 平清盛               |

#### クレジット声優
※はゲスト声優。
| 話数                          | 放送日                                              | 主役                | 役名                                        | 声優                        |
| ----------------------------- | --------------------------------------------------- | ------------------- | ------------------------------------------- | --------------------------- |
| 第4話                         | 2016年4月27日                                       |                     | 刀自古郎女（聖徳太子の妻）                  | 秋本帆華※                   |
| 第12話 第73話 第135話 第160話 | 2016年7月6日2018年6月13日2020年6月3日2021年3月3日   |                     | 片倉小十郎（伊達政宗の近習）                | 三代目パークマンサー※       |
| 第19話                        | 2016年10月19日                                      | ●                   | 清少納言                                    | 大森日雅                    |
| 第19話                        | 2016年10月19日                                      |                     | チーム女房 （中宮定子のもとで働く女房たち） | チームしゃちほこ※           |
| 第21話 第41話 第74話 第110話  | 2016年11月9日2017年6月14日2018年6月20日2019年9月4日 |                     | 斎藤一                                      | 杉田智和※                   |
| 第22話 第75話 第157話         | 2016年11月16日2018年6月27日2021年2月3日             | ●                   | 後白河法皇                                  | 杉田智和※                   |
| 第23話                        | 2016年11月23日                                      |                     | 高橋至時（天文学者）                        | 杉田智和※                   |
| 第29話                        | 2017年2月1日                                        | ●                   | 石田三成                                    | 大森日雅                    |
| 第31話                        | 2017年2月15日                                       |                     | 浅井三姉妹                                  | 大森日雅 小野寺瑠奈 HARUCA※ |
| 第32話                        | 2017年2月22日                                       | ●                   | 豊臣秀吉                                    | 真木駿一                    |
| 第33話                        | 2017年4月5日                                        |                     | ムラオサ                                    | 杉田智和※                   |
| 第34話 第45話                 | 2017年4月12日2017年7月12日                          | ●                   | 上杉謙信                                    | 大森日雅                    |
| 第34話                        | 2017年4月12日                                       |                     | 長尾晴景                                    | 杉田智和※                   |
| 第35話                        | 2017年4月19日                                       |                     | 後白河天皇                                  | 杉田智和※                   |
| 第36話                        | 2017年4月26日                                       |                     | 千里（ちり）（松尾芭蕉の弟子）              | 島﨑信長※                   |
| 第37話                        | 2017年5月10日                                       |                     | フビライ・ハン                              | 島﨑信長※                   |
| 第38話                        | 2017年5月17日                                       |                     | 徳川家定                                    | 島﨑信長※                   |
| 第39話                        | 2017年5月24日                                       |                     | 平国香                                      | 杉田智和※                   |
| 第40話                        | 2017年6月7日                                        |                     | 高僧                                        | 杉田智和※                   |
| 第42話                        | 2017年6月21日                                       |                     | アシスタント                                | 牧野由依※                   |
| 第43話                        | 2017年6月28日                                       | ●                   | 今川義元                                    | 佐々木義人                  |
| 第43話                        | 2017年6月28日                                       |                     | 芳菊丸                                      | 牧野由依※                   |
| 第44話                        | 2017年7月5日                                        |                     | 宮部鼎蔵                                    | 牧野由依※                   |
| 第46話                        | 2017年9月6日                                        |                     | 蘇我入鹿                                    | 花江夏樹※                   |
| 第47話                        | 2017年9月13日                                       |                     | 毛利興元                                    | 花江夏樹※                   |
| 第48話                        | 2017年9月20日                                       |                     | ビッドル                                    | M・A・O※                    |
| 第49話                        | 2017年10月4日                                       |                     | 古渓宗陳                                    | M・A・O※                    |
| 第50話                        | 2017年10月11日                                      |                     | 細川頼元                                    | M・A・O※                    |
| 第51話                        | 2017年10月18日                                      | ●                   | 土方歳三                                    | 佐々木義人                  |
| 第52話                        | 2017年10月25日                                      |                     | 娘マムシA 信長家臣A                         | たこやきレインボー※         |
| 第53話                        | 2017年11月8日                                       | ●                   | 杉田玄白                                    | 佐々木義人                  |
| 第53話                        | 2017年11月8日                                       |                     | 書店員                                      | たこやきレインボー※         |
| 第54話 第64話                 | 2017年11月15日2018年2月28日                         | ●                   | 高杉晋作                                    | 佐々木義人                  |
| 第54話                        | 2017年11月15日                                      |                     | 塾生1・2                                    | たこやきレインボー※         |
| 第55話                        | 2017年11月22日                                      | ●                   | 井伊直政                                    | 浜添伸也                    |
| 第55話                        | 2017年11月22日                                      |                     | 坊主・直政の母                              | たこやきレインボー※         |
| 第56話                        | 2017年12月6日                                       |                     | 娘A・B お船 武将A                           | チャラン・ポ・ランタン※     |
| 第57話                        | 2017年12月13日                                      |                     | 細川忠興                                    | 津田健次郎※                 |
| 第58話                        | 2017年12月20日                                      |                     | 玄宗皇帝                                    | 津田健次郎※                 |
| 第59話                        | 2018年1月10日                                       |                     | 万兵衛                                      | 津田健次郎※                 |
| 第60話                        | 2018年1月17日                                       |                     | お栄                                        | 内田彩※                     |
| 第61話 第63話                 | 2018年1月31日2018年2月21日                          | ●                   | 江                                          | 内田彩※                     |
| 第62話                        | 2018年2月7日                                        |                     | 家臣A                                       | 内田彩※                     |
| 第64話                        | 2018年2月28日                                       |                     | アメリカ将校                                | 内田彩※                     |
| 第65話 第85話                 | 2018年4月4日2018年11月7日                           | ●                   | 西郷隆盛                                    | 大森日雅                    |
| 第65話                        | 2018年4月4日                                        |                     | 島津久光                                    | 白井悠介※                   |
| 第66話                        | 2018年4月11日                                       | ●                   | 安倍晴明                                    | 浜添伸也                    |
| 第66話                        | 2018年4月11日                                       |                     | 賀茂忠行                                    | 白井悠介※                   |
| 第67話                        | 2018年4月18日                                       |                     | 池内蔵太                                    | 白井悠介※                   |
| 第68話                        | 2018年4月25日                                       |                     | 足利義政                                    | 野島健児※                   |
| 第69話                        | 2018年5月9日                                        |                     | 親方                                        | 野島健児※                   |
| 第70話                        | 2018年5月16日                                       |                     | 光猫氏                                      | 野島健児※                   |
| 第71話                        | 2018年5月23日                                       | ●                   | 前田利家                                    | 浜添伸也                    |
| 第71話                        | 2018年5月23日                                       |                     | 柴田軍A・B                                  | hoval※                      |
| 第72話                        | 2018年6月6日                                        |                     | 子猫A・B                                    | hoval※                      |
| 第74話                        | 2018年6月20日                                       | ●                   | 沖田総司                                    | 大森日雅                    |
| 第75話                        | 2018年6月27日                                       | ●                   | 静御前                                      | 小野寺瑠奈                  |
| 第76話                        | 2018年7月4日                                        | ●                   | 柳生十兵衛                                  | 松岡禎丞※                   |
| 第77話                        | 2018年7月11日                                       | ●                   | 稗田阿礼                                    | 松岡禎丞※                   |
| 第78話                        | 2018年9月5日                                        | ●                   | 一休宗純                                    | 松岡禎丞※                   |
| 第79話                        | 2018年9月12日                                       |                     | 犬江親兵衛                                  | 菊地由美※                   |
| 第80話                        | 2018年9月19日                                       |                     | ヤマトヒメ                                  | 菊地由美※                   |
| 第81話                        | 2018年10月3日                                       |                     | 子猫B                                       | 菊地由美※                   |
| 第82話                        | 2018年10月10日                                      | ●                   | 服部半蔵                                    | 八代拓※                     |
| 第83話                        | 2018年10月17日                                      | ●                   | 狩野永徳                                    | 八代拓※                     |
| 第84話 第139話                | 2018年10月31日2020年7月8日                          | ●                   | 中岡慎太郎                                  | 八代拓※                     |
| 第85話 第112話 第114話        | 2018年11月7日2019年9月18日2019年10月9日             | ●                   | 徳川慶喜一橋慶喜徳川慶喜                    | 島崎信長※                   |
| 第86話                        | 2018年11月14日                                      | ●                   | 浅井長政                                    | 三谷翔子                    |
| 第86話                        | 2018年11月14日                                      | ●                   | 朝倉義景                                    | 太田悠介                    |
| 第86話                        | 2018年11月14日                                      |                     | 三好政康                                    | 島崎信長※                   |
| 第87話                        | 2018年11月21日                                      | ●                   | 快慶                                        | 浜添伸也                    |
| 第87話                        | 2018年11月21日                                      |                     | 重源                                        | 島崎信長※                   |
| 第88話                        | 2018年12月5日                                       | ●                   | 藤原清衡                                    | 浜添伸也                    |
| 第88話                        | 2018年12月5日                                       |                     | ピサ                                        | 辻美優（elfin'）※           |
| 第88話                        | 2018年12月5日                                       |                     | 清衡の母                                    | 花房里枝（elfin'）※         |
| 第88話                        | 2018年12月5日                                       |                     | 役人A                                       | 厚地彩花（elfin'）※         |
| 第88話                        | 2018年12月5日                                       |                     | 役人B                                       | 小倉舞子（elfin'）※         |
| 第90話                        | 2018年12月19日                                      |                     | 家来A                                       | 花房里枝（elfin'）※         |
| 第90話                        | 2018年12月19日                                      |                     | 家来B                                       | 辻美優（elfin'）※           |
| 第90話                        | 2018年12月19日                                      |                     | 武士A                                       | 厚地彩花（elfin'）※         |
| 第90話                        | 2018年12月19日                                      |                     | 武士B                                       | 小倉舞子（elfin'）※         |
| 第91話                        | 2019年1月9日                                        |                     | 家臣A                                       | 小野賢章※                   |
| 第92話                        | 2019年1月16日                                       |                     | 島津義久                                    | 小野賢章※                   |
| 第93話                        | 2019年1月30日                                       |                     | 北条氏直                                    | 小野賢章※                   |
| 第94話                        | 2019年2月6日                                        |                     | 泰範                                        | ダイアナ・ガーネット※       |
| 第95話                        | 2019年2月20日                                       |                     | 歌詠み                                      | ダイアナ・ガーネット※       |
| 第96話                        | 2019年2月27日                                       |                     | 山賊A                                       | ダイアナ・ガーネット※       |
| 第97話                        | 2019年4月3日                                        |                     | 姉                                          | 山田麻莉奈※                 |
| 第98話                        | 2019年4月10日                                       | ●                   | 真田昌幸                                    | 木内太郎                    |
| 第98話                        | 2019年4月10日                                       |                     | 浪人A                                       | 山田麻莉奈※                 |
| 第99話                        | 2019年4月17日                                       |                     | 早良親王                                    | 山田麻莉奈※                 |
| 第100話                       | 2019年4月24日                                       |                     | 小西行長                                    | 石田彰※                     |
| 第101話                       | 2019年5月8日                                        | ●                   | 近松門左衛門                                | 石田彰※                     |
| 第102話                       | 2019年5月15日                                       |                     | 家臣                                        | 石田彰※                     |
| 第102話                       | 2019年5月15日                                       | ●                   | 徳川光圀                                    | 大森日雅                    |
| 第103話                       | 2019年5月22日                                       | ●                   | 北条政子                                    | 三谷翔子                    |
| 第103話                       | 2019年5月22日                                       |                     | 大姫                                        | 花房里枝（elfin'）※         |
| 第103話                       | 2019年5月22日                                       |                     | 源頼家                                      | 厚地彩花（elfin'）※         |
| 第103話                       | 2019年5月22日                                       |                     | 志水義高                                    | 小倉舞子（elfin'）※         |
| 第103話                       | 2019年5月22日                                       |                     | 比企能員                                    | 辻美優（elfin'）※           |
| 第104話                       | 2019年6月5日                                        |                     | （役名なし）                                | elfin'※                     |
| 第105話                       | 2019年6月12日                                       |                     | （役名なし）                                | elfin'※                     |
| 第106話                       | 2019年6月19日                                       | ●                   | 佐久間象山                                  | 佐々木義人                  |
| 第106話                       | 2019年6月19日                                       |                     | 江川太郎左衛門英龍                          | ダイアナ・ガーネット※       |
| 第107話                       | 2019年6月26日                                       |                     | 詠み手                                      | ダイアナ・ガーネット※       |
| 第108話                       | 2019年7月3日                                        |                     | 石川五右衛門                                | ダイアナ・ガーネット※       |
| 第109話                       | 2019年7月10日                                       | ●                   | 小林一茶                                    | 杉田智和※                   |
| 第110話                       | 2019年9月4日                                        | ●                   | 永倉新八                                    | 浜添伸也                    |
| 第111話                       | 2019年9月11日                                       |                     | 松平定信                                    | 杉田智和※                   |
| 第113話                       | 2019年10月2日                                       | ●                   | 巴御前                                      | 大森日雅                    |
| 第113話                       | 2019年10月2日                                       |                     | 源義仲                                      | 島﨑信長※                   |
| 第115話                       | 2019年10月16日                                      |                     | 笠女郎                                      | 原奈津子※                   |
| 第116話                       | 2019年10月23日                                      | ●                   | 山本勘助                                    | 浜添伸也                    |
| 第116話                       | 2019年10月23日                                      |                     | 諏訪姫                                      | 原奈津子※                   |
| 第117話                       | 2019年11月6日                                       | ●                   | 猫吉                                        | 木内太郎                    |
| 第117話                       | 2019年11月6日                                       |                     | 猫吉の娘                                    | 原奈津子※                   |
| 第118話                       | 2019年11月13日                                      | ●                   | 豊臣秀長                                    | 浜添伸也                    |
| 第118話                       | 2019年11月13日                                      |                     | 秀吉の母                                    | 花房里枝（elfin'）※         |
| 第118話                       | 2019年11月13日                                      |                     | 織田の家臣A                                 | 厚地彩花（elfin'）※         |
| 第118話                       | 2019年11月13日                                      |                     | 敵兵                                        | 小倉舞子（elfin'）※         |
| 第118話                       | 2019年11月13日                                      |                     | 豊臣の家臣                                  | 辻美優（elfin'）※           |
| 第119話                       | 2019年11月20日                                      | ●                   | 大友宗麟                                    | 佐々木義人                  |
| 第119話                       | 2019年11月20日                                      |                     | 兵B                                         | 花房里枝（elfin'）※         |
| 第119話                       | 2019年11月20日                                      |                     | 家臣A                                       | 辻美優（elfin'）※           |
| 第119話                       | 2019年11月20日                                      |                     | 家臣B                                       | 小倉舞子（elfin'）※         |
| 第119話                       | 2019年11月20日                                      |                     | 妻                                          | 厚地彩花（elfin'）※         |
| 第120話                       | 2019年12月4日                                       | ●                   | 黒田官兵衛                                  | 木内太郎                    |
| 第120話                       | 2019年12月4日                                       |                     | 家臣A                                       | 花房里枝（elfin'）※         |
| 第120話                       | 2019年12月4日                                       |                     | 伝令猫                                      | 辻美優（elfin'）※           |
| 第120話                       | 2019年12月4日                                       |                     | 豪族たち                                    | 小倉舞子（elfin'）※         |
| 第120話                       | 2019年12月4日                                       | 厚地彩花（elfin'）※ | 豪族たち                                    |                             |
| 第121話                       | 2019年12月11日                                      | ●                   | 足利義昭                                    | 佐々木義人                  |
| 第121話                       | 2019年12月11日                                      |                     | 三好政康                                    | 梶裕貴※                     |
| 第122話                       | 2019年12月18日                                      | ●                   | 兼好法師                                    | 梶裕貴※                     |
| 第123話                       | 2020年1月8日                                        |                     | 光猫氏                                      | 梶裕貴※                     |
| 第124話                       | 2020年1月15日                                       |                     | 遣明使A                                     | 小坂井祐莉絵※               |
| 第125話                       | 2020年1月29日                                       |                     | 足利直冬                                    | 小坂井祐莉絵※               |
| 第125話                       | 2020年1月29日                                       |                     | 足利直義                                    | 佐々木義人                  |
| 第126話                       | 2020年2月5日                                        |                     | ケンペル                                    | 小坂井祐莉絵※               |
| 第127話                       | 2020年2月19日                                       | ●                   | 明智光秀                                    | 浜添伸也                    |
| 第127話                       | 2020年2月19日                                       |                     | 公家A                                       | むぎ (猫)※                  |
| 第128話                       | 2020年2月26日                                       | ●                   | 明智光秀                                    | 浜添伸也                    |
| 第128話                       | 2020年2月26日                                       |                     | 安田国継                                    | むぎ (猫)※                  |
| 第129話                       | 2020年4月8日                                        |                     | 張政                                        | 中村悠一※                   |
| 第130話                       | 2020年4月15日                                       |                     | 濃姫                                        | 大森日雅                    |
| 第130話                       | 2020年4月15日                                       |                     | 家臣A                                       | 中村悠一※                   |
| 第131話                       | 2020年4月22日                                       | ●                   | 緒方洪庵                                    | 中村悠一※                   |
| 第132話                       | 2020年4月29日                                       |                     | 上杉謙信                                    | 大森日雅                    |
| 第132話                       | 2020年4月29日                                       |                     | 武田家臣A                                   | 小野大輔※                   |
| 第133話                       | 2020年5月13日                                       |                     | タケミカヅチ                                | 小野大輔※                   |
| 第134話                       | 2020年5月20日                                       | ●                   | 柿本人麻呂                                  | 小野大輔※                   |
| 第138話                       | 2020年7月1日                                        |                     | 光猫氏                                      | 八代拓※                     |
| 第139話                       | 2020年7月8日                                        | ●                   | 桂小五郎                                    | 太田悠介                    |
| 第140話                       | 2020年7月15日                                       |                     | 観阿弥                                      | 浜添伸也                    |
| 第140話                       | 2020年7月15日                                       | ●                   | 世阿弥                                      | 八代拓※                     |
| 第141話                       | 2020年9月9日                                        |                     | 姫鶴一文字                                  | Lynn※                       |
| 第142話                       | 2020年9月16日                                       | ●                   | 甲斐姫                                      | Lynn※                       |
| 第143話                       | 2020年9月23日                                       |                     | 弟子A                                       | Lynn※                       |
| 第143話                       | 2020年9月23日                                       | ●                   | 井原西鶴                                    | 佐々木義人                  |
| 第144話                       | 2020年10月7日                                       |                     | 親父猫                                      | 大塚明夫※                   |
| 第145話                       | 2020年10月14日                                      |                     | 宇喜多直家                                  | 大塚明夫※                   |
| 第146話                       | 2020年10月21日                                      | ●                   | 松永久秀                                    | 大塚明夫※                   |
| 第147話                       | 2020年10月28日                                      | ●                   | 筋肉先生                                    | 木内太郎                    |
| 第148話                       | 2020年11月11日                                      | ●                   | 光明子                                      | 鎌倉有那                    |
| 第149話                       | 2020年11月18日                                      | ●                   | 明智光秀                                    | 浜添伸也                    |
| 第150話                       | 2020年11月25日                                      | ●                   | 酒井忠次                                    | 佐々木義人                  |
| 第150話                       | 2020年11月25日                                      | ●                   | 榊原康政                                    | 木内太郎                    |
| 第150話                       | 2020年11月25日                                      | ●                   | 本多忠勝                                    | 真木駿一                    |
| 第150話                       | 2020年11月25日                                      | ●                   | 井伊直政                                    | 浜添伸也                    |
| 第150話                       | 2020年11月25日                                      |                     | 小杉左近                                    | 落合福嗣※                   |
| 第151話                       | 2020年12月9日                                       | ●                   | 藤原不比等                                  | 佐々木義人                  |
| 第151話                       | 2020年12月9日                                       |                     | 刑部親王                                    | 落合福嗣※                   |
| 第152話                       | 2020年12月16日                                      | ●                   | 吉良上野介                                  | 太田悠介                    |
| 第152話                       | 2020年12月16日                                      |                     | 浅野内匠頭                                  | 浜添伸也                    |
| 第152話                       | 2020年12月16日                                      |                     | 吉良義冬                                    | 落合福嗣※                   |
| 第153話                       | 2020年12月23日                                      |                     | 慧慈                                        | 山下大輝※                   |
| 第154話                       | 2021年1月6日                                        | ●                   | 柴田勝家                                    | 木内太郎                    |
| 第154話                       | 2021年1月6日                                        |                     | 六角承禎                                    | 山下大輝※                   |
| 第155話                       | 2021年1月13日                                       | ●                   | 間宮林蔵                                    | 山下大輝※                   |
| 第156話                       | 2021年1月27日                                       | ●                   | 淀殿                                        | 大森日雅                    |
| 第158話                       | 2021年2月17日                                       | ●                   | 龍造寺剛忠                                  | 杉田智和※                   |
| 第160話                       | 2021年3月3日                                        |                     | 伊達輝宗                                    | 山寺宏一                    |

### スタッフ
|                               | 第1期                                 | 第2期                                 | 第3期                                 | 第4期                                 | 第5期                                 |
| ----------------------------- | ------------------------------------- | ------------------------------------- | ------------------------------------- | ------------------------------------- | ------------------------------------- |
| 原作                          | そにしけんじ（実業之日本社刊）        | そにしけんじ（実業之日本社刊）        | そにしけんじ（実業之日本社刊）        | そにしけんじ（実業之日本社刊）        | そにしけんじ（実業之日本社刊）        |
| 監督                          | 河村友宏                              | 河村友宏                              | 河村友宏                              | 河村友宏                              | 河村友宏                              |
| シリーズ構成                  | 高田亮                                | 清水匡                                | 清水匡                                | 清水匡                                | 清水匡                                |
| 脚本                          | 清水匡                                | 平林佐和子                            | 平林佐和子                            | 平林佐和子                            | 平林佐和子                            |
| キャラクターデザイン          | 河村友宏 蝦名芙美                     | 西川智英美                            | 河村友宏                              | 河村友宏                              | 河村友宏                              |
| キャラクターデザイン          | 河村友宏 蝦名芙美                     | -                                     | -                                     | 蝦名芙美                              | 蝦名芙美                              |
| 音楽                          | KOSEN                                 | KOSEN                                 | KOSEN                                 | KOSEN                                 | KOSEN                                 |
| 音響監督                      | 小泉紀介                              | 小泉紀介                              | 小泉紀介                              | 小泉紀介                              | 小泉紀介                              |
| プロデューサー                | 山田周                                | 山田周                                | 山田周                                | 山田周                                | 山田周                                |
| プロデューサー                | 吉國勲                                | 吉國勲                                | 宮本未来                              | 谷池侑美                              | 片岡裕貴 福山剛                       |
| アニメーション プロデューサー | 小熊由香                              | 小熊由香                              | 小熊由香                              | 小熊由香                              | 小熊由香                              |
| アニメーション制作            | クレスコモーションデザイン、NEFT FILM | クレスコモーションデザイン、NEFT FILM | クレスコモーションデザイン、NEFT FILM | クレスコモーションデザイン、NEFT FILM | クレスコモーションデザイン、NEFT FILM |
| 制作                          | ジョーカーフィルムズ                  | ジョーカーフィルムズ                  | ジョーカーフィルムズ                  | ジョーカーフィルムズ                  | ジョーカーフィルムズ                  |
| 製作・著作                    | 「ねこねこ日本史」製作委員会          | 「ねこねこ日本史」製作委員会          | 「ねこねこ日本史」製作委員会          | 「ねこねこ日本史」製作委員会          | 「ねこねこ日本史」製作委員会          |

### 主題歌
|       | 開始話  | 終了話  | OP/ED | タイトル                                   | 作詞                                        | 作曲                           | 編曲                           | 歌                                |
| ----- | ------- | ------- | ----- | ------------------------------------------ | ------------------------------------------- | ------------------------------ | ------------------------------ | --------------------------------- |
| 第1期 | 第1話   | 第20話  | OP/ED | Chérie!                                    | SAKRA                                       | SAKRA                          | CMJK                           | チームしゃちほこ                  |
| 第1期 | 第21話  | 第32話  | OP    | 夢でもいいの                               | SAKRA                                       | SAKRA                          | CMJK                           | チームしゃちほこ                  |
| 第1期 | 第21話  | 第32話  | ED    | 秘密のセレナーデ                           | KOSEN                                       | KOSEN                          | 出羽良彰                       | チームしゃちほこ                  |
| 第2期 | 第33話  | 第50話  | OP    | コノ音コネクション                         | O.T.F                                       | O.T.F                          | O.T.F                          | オシャレ・トラック ・ファクトリー |
| 第2期 | 第33話  | 第50話  | ED    | ねこの居る風景                             | 森良太                                      | 森良太                         | Brian the Sun                  | Brian the Sun                     |
| 第2期 | 第51話  | 第64話  | OP    | 猫の手拝借                                 | 小春（チャラン・ポ・ランタン）              | 小春（チャラン・ポ・ランタン） | 小春（チャラン・ポ・ランタン） | チャラン・ポ・ランタン            |
| 第2期 | 第51話  | 第64話  | ED    | なれたらなぁ                               | 小春（チャラン・ポ・ランタン）              | 小春（チャラン・ポ・ランタン） | 小春（チャラン・ポ・ランタン） | たこやきレインボー                |
| 第3期 | 第65話  | 第84話  | OP    | ポラリス                                   | Brian the Sun                               | Brian the Sun                  | 森良太                         | Brian the Sun                     |
| 第3期 | 第65話  | 第84話  | ED    | キャットバルーン                           | hoval（SAYAKA & ERIKA） & KOSEN             | KOSEN                          | KOSEN                          | hoval                             |
| 第3期 | 第85話  | 第96話  | OP    | ぐるぐるポンポン大作戦                     | コンプ（豚乙女）                            | コンプ（豚乙女）               | コンプ（豚乙女）               | elfin’                            |
| 第3期 | 第85話  | 第96話  | ED    | Thank you for the Music                    | ダイアナ ガーネット Shunta（Brian the Sun） | KOSEN                          | KOSEN                          | ダイアナ ガーネット               |
| 第4期 | 第97話  | 第117話 | OP    | ふにゃにゃんヒーロー                       | コンプ（豚乙女）                            | コンプ（豚乙女）               | コンプ（豚乙女）               | elfin’                            |
| 第4期 | 第97話  | 第117話 | ED    | Hello Again                                | ダイアナ ガーネット 白山治輝                | KOSEN                          | KOSEN                          | ダイアナ ガーネット               |
| 第4期 | 第118話 | 第128話 | OP    | きまぐれ☆ にゃんにゃんヒストリー！         | mitsu                                       | Ryu*                           | Starving Trancer               | elfin’                            |
| 第4期 | 第118話 | 第128話 | ED    | ねっこほって                               | むぎ (猫)                                   | むぎ (猫)                      | -                              | むぎ (猫)                         |
| 第5期 | 第129話 | 第143話 | OP    | ぐるぐる                                   | うらん                                      | 菊谷知樹                       | 菊谷知樹                       | Girls2                            |
| 第5期 | 第129話 | 第143話 | ED    | ねこじゃらそー かけるまほうひみこ          | ASOBOiSM                                    | ASOBOiSM                       | -                              | 近藤利樹feat.ASOBOiSM             |
| 第5期 | 第144話 | 第160話 | OP    | ジャパニーズSTAR                           | 浦島健太、山本匠                            | 浦島健太、山本匠               | 浦島健太、山本匠               | Girls2                            |
| 第5期 | 第144話 | 第160話 | ED    | ねこねこ日本史おぼえ歌 〜全時代丸分かり♪〜 | Co.慶応                                     | Co.慶応、m.yui                 | m.yui                          | Girls2                            |

### 各話リスト
| 話数    | サブタイトル                                              | 主役               | 演出             | 作画                              | 放送日         |
| 第1期   | 第1期                                                     | 第1期              | 第1期            | 第1期                             | 第1期          |
| ------- | --------------------------------------------------------- | ------------------ | ---------------- | --------------------------------- | -------------- |
| 第1話   | 女王、卑弥呼！                                            | 卑弥呼             | 甲田周平         | 秋穂範子、一色あづる              | 2016年 4月6日  |
| 第2話   | その猫、織田信長！                                        | 織田信長           | 及川愛美         | 秋穂範子、一色あづる              | 4月13日        |
| 第3話   | 幕末に龍馬あり！〜青春編〜                                | 坂本龍馬           | 及川愛美         | 秋穂範子、一色あづる              | 4月20日        |
| 第4話   | スーパーキャット、聖徳太子                                | 聖徳太子           | 蝦名芙美         | 秋穂範子、一色あづる              | 4月27日        |
| 第5話   | 新選組、疾風伝！                                          | 近藤勇             | 深瀬沙哉         | 坂下延義                          | 5月11日        |
| 第6話   | 家康は天下の苦労人！〜関ヶ原編〜                          | 徳川家康           | 永富佳保里       | 松下佳弘、秋穂範子                | 5月18日        |
| 第7話   | 戦上手、真田幸村！〜迷走!?編〜                            | 真田幸村           | さかしたのぶよし | さかしたのぶよし                  | 5月25日        |
| 第8話   | 平安絵巻、紫式部！                                        | 紫式部             | 立花賢           | 石毛かほり、岩堀智美              | 6月1日         |
| 第9話   | 源頼朝、鎌倉に立つ！                                      | 源頼朝             | 古屋勝悟         | 今井香里                          | 6月15日        |
| 第10話  | がんばれ、藤原道長！                                      | 藤原道長           | 松本彩音         | 岩崎ヨーコ、神戸環                | 6月22日        |
| 第11話  | 無敵、武田信玄伝説！                                      | 武田信玄           | 蝦名芙美         | 渕上莉左                          | 6月29日        |
| 第12話  | おしゃれ独眼竜政宗！〜大ピンチ編〜                        | 伊達政宗           | 永富佳保里       | 岩崎ヨーコ、秋穂範子              | 7月6日         |
| 第13話  | 幕末に龍馬あり！〜ねこねこの夜明け編〜                    | 坂本龍馬           | 及川愛美         | 松本彩音                          | 7月13日        |
| 第14話  | ドキドキ、縄文人！                                        | 縄文人             | 甲田周平         | 西川智英美、渕上莉左              | 9月7日         |
| 第15話  | 戦上手、真田幸村！〜大坂の陣編〜                          | 真田幸村           | さかしたのぶよし | さかしたのぶよし                  | 9月14日        |
| 第16話  | 家康は天下の苦労人！〜しかめっつら編〜                    | 徳川家康           | 松本彩音         | マキノユミ、西川智英美            | 9月21日        |
| 第17話  | 足利尊氏、ゼッコーチョー！                                | 足利尊氏           | 立花賢           | 石毛かほり                        | 9月28日        |
| 第18話  | ヒーロー大塩平八郎、見参！                                | 大塩平八郎         | 松本彩音         | 岩崎ヨーコ、秋穂範子              | 10月12日       |
| 第19話  | 清少納言、いとをかし！                                    | 清少納言           | 松本彩音         | マキノユミ、西川智英美            | 10月19日       |
| 第20話  | いぬいぬ将軍、徳川綱吉！                                  | 徳川綱吉           | 橋本彩           | 後藤亜香音                        | 10月26日       |
| 第21話  | 新選組、青春編！                                          | 新選組             | さかしたのぶよし | さかしたのぶよし                  | 11月9日        |
| 第22話  | 若武者、義経！                                            | 源義経             | 松本彩音         | 新川由紀子、西川智英美            | 11月16日       |
| 第23話  | ねこねこマップだ、伊能忠敬！                              | 伊能忠敬           | 立花賢           | 石毛かほり                        | 11月23日       |
| 第24話  | 忠臣蔵だよ、大石内蔵助！                                  | 大石内蔵助         | 松本彩音         | 岩崎ヨーコ、秋穂範子              | 12月7日        |
| 第25話  | 宮本武蔵、天下一なり！                                    | 宮本武蔵           | 甲田周平         | 渕上莉左                          | 12月14日       |
| 第26話  | いくぜ信長、桶狭間！                                      | 織田信長           | 永富佳保里       | マキノユミ、太田和彩              | 12月21日       |
| 第27話  | 女領主井伊直虎、誕生編！                                  | 井伊直虎           | さかしたのぶよし | さかしたのぶよし                  | 2017年 1月11日 |
| 第28話  | はだかン坊将軍、徳川吉宗！                                | 徳川吉宗           | 立花賢           | 石毛かほり                        | 1月18日        |
| 第29話  | 正直すぎ、石田三成！                                      | 石田三成           | 松本彩音         | 西川智英美、渕上莉左              | 2月1日         |
| 第30話  | 輝け、大仏開眼！                                          | 聖武天皇           | 甲田周平         | マキノユミ、新川由紀子            | 2月8日         |
| 第31話  | お市と浅井三姉妹、嫁入り大作戦！                          | お市               | 橋本彩           | 後藤亜香音                        | 2月15日        |
| 第32話  | 秀吉はサルである！                                        | 豊臣秀吉           | 松本彩音         | 岩崎ヨーコ、秋穂範子              | 2月22日        |
| 第2期   |                                                           |                    |                  |                                   |                |
| 第33話  | めざせ豊作、弥生人！                                      | 卑弥呼             | 甲田周平         | 大橋彩子、マキノユミ              | 4月5日         |
| 第34話  | みんな大好き、上杉謙信！〜毘沙門天編〜                    | 上杉謙信           | 橋本彩           | 後藤亜香音                        | 4月12日        |
| 第35話  | 平清盛、武士である！                                      | 平清盛             | 千野早百合       | 松本彩音                          | 4月19日        |
| 第36話  | 旅ゆけば、松尾芭蕉！                                      | 松尾芭蕉           | 立花賢           | 石毛かほり                        | 4月26日        |
| 第37話  | 迎え撃て、北条時宗！                                      | 北条時宗           | さかしたのぶよし | さかしたのぶよし                  | 5月10日        |
| 第38話  | 幕末のゴッド姉ちゃん、篤姫！                              | 篤姫               | 松本彩音         | 神戸環、秋穂範子                  | 5月17日        |
| 第39話  | 反逆のコレクター、平将門！                                | 平将門             | 千野早百合       | 松本彩音                          | 5月24日        |
| 第40話  | それいけ、遣唐使！                                        | 普照               | 坂本剛一         | 間渕智香子、みっちぇ              | 6月7日         |
| 第41話  | 新選組、大混乱編！                                        | 新選組             | 甲田周平         | 大橋彩子、マキノユミ              | 6月14日        |
| 第42話  | 超絶マルチクリエイターキャット、平賀源内！                | 平賀源内           | 立花賢           | 石毛かほり                        | 6月21日        |
| 第43話  | けっこうやり手、今川義元！                                | 今川義元           | さかしたのぶよし | さかしたのぶよし                  | 6月28日        |
| 第44話  | はみだし先生、吉田松陰！                                  | 吉田松陰           | 松本彩音         | 岩崎ヨーコ、秋穂範子              | 7月5日         |
| 第45話  | みんな大好き、上杉謙信！〜最強にかわいい龍編〜            | 上杉謙信           | 千野早百合       | 千野早百合                        | 7月12日        |
| 第46話  | いざ、大化の改新！                                        | 中臣鎌足           | 坂本剛一         | 間渕智香子、みっちぇ              | 9月6日         |
| 第47話  | まるっとまとめて、毛利元就！                              | 毛利元就           | 甲田周平         | 大橋彩子、マキノユミ              | 9月13日        |
| 第48話  | 祝!?ねこねこ日本、開国！                                  | ペリー             | さかしたのぶよし | さかしたのぶよし                  | 9月20日        |
| 第49話  | チャチャチャの利休！                                      | 千利休             | 松本彩音         | 岩崎ヨーコ、佐久間しげ子 秋穂範子 | 10月4日        |
| 第50話  | 足利義満、むちゃくちゃゼッコーチョー！                    | 足利義満           | 立花賢           | 石毛かほり                        | 10月11日       |
| 第51話  | 鬼の土方歳三、北へ向かう！                                | 土方歳三           | 甲田周平         | マキノユミ、片渕千恵 大橋彩子     | 10月18日       |
| 第52話  | 恐怖マムシ男、斎藤道三！                                  | 斎藤道三           | -                | -                                 | 10月25日       |
| 第53話  | ラ・ラ・蘭学、杉田玄白！                                  | 杉田玄白           | 千野早百合       | 松本彩音、野嵜貴子                | 11月8日        |
| 第54話  | 破天荒シンガー、高杉晋作！〜破天荒度 序の口編〜           | 高杉晋作           | 松本彩音         | 岩崎ヨーコ、今野淑子 秋穂範子     | 11月15日       |
| 第55話  | 行け行け一番、井伊直政！                                  | 井伊直政           | さかしたのぶよし | さかしたのぶよし                  | 11月22日       |
| 第56話  | 戦国・愛され系男子、直江兼続！                            | 直江兼続           | 立花賢           | 石毛かほり                        | 12月6日        |
| 第57話  | 戦国の女はつらいよ、細川ガラシャ！                        | 細川ガラシャ       | 千野早百合       | 野嵜貴子                          | 12月13日       |
| 第58話  | 船だいきらい、阿倍仲麻呂！                                | 阿倍仲麻呂         | -                | -                                 | 12月20日       |
| 第59話  | コツコツ働く、二宮金次郎！                                | 二宮金次郎         | 甲田周平         | マキノユミ、片渕千恵 新川由紀子   | 2018年 1月10日 |
| 第60話  | 葛飾北斎、描きまくる！                                    | 葛飾北斎           | さかしたのぶよし | さかしたのぶよし                  | 1月17日        |
| 第61話  | 春日局は燃えている！                                      | 春日局             | 松本彩音         | 岩崎ヨーコ、佐久間しげ子 秋穂範子 | 1月31日        |
| 第62話  | 天才軍師・竹中半兵衛、ここにあり！                        | 竹中半兵衛         | 立花賢           | 石毛かほり                        | 2月7日         |
| 第63話  | GOGO江！〜われらは浅井三姉妹〜                            | 江                 | 甲田周平         | マキノユミ、大橋彩子 片渕千恵     | 2月21日        |
| 第64話  | 破天荒シンガー、高杉晋作！〜破天荒度MAX編〜               | 高杉晋作           | 千野早百合       | 松本彩音、野嵜貴子                | 2月28日        |
| 第3期   |                                                           |                    |                  |                                   |                |
| 第65話  | やさしさは力なり、西郷隆盛！〜どんどん出世編〜            | 西郷隆盛           | 松本彩音         | 岩崎ヨーコ、神戸環 秋穂範子       | 4月4日         |
| 第66話  | なんでもやる課、安倍晴明！                                | 安倍晴明           | 矢野雄木         | 佐藤茜、村上朋子 今泉聖子         | 4月11日        |
| 第67話  | 幕末に龍馬あり！〜ベンチャー侍編〜                        | 坂本龍馬           | 立花賢           | 濵田大使、今あすみ                | 4月18日        |
| 第68話  | なにがなんだか、応仁の乱！                                | 日野富子           | 萱沼欣司         | シンウンボラム                    | 4月25日        |
| 第69話  | みんなでつくろう、古墳時代！                              | 大王               | 甲田周平         | 大橋彩子、マキノユミ 新川由紀子   | 5月9日         |
| 第70話  | 大ヒット御礼、猫氏物語！                                  | 光源氏             | 千野早百合       | 野嵜貴子                          | 5月16日        |
| 第71話  | 夫婦で乗り切れ、前田利家！                                | 前田利家           | 立花賢           | 石毛かほり                        | 5月23日        |
| 第72話  | 天神様だぞ、菅原道真！                                    | 菅原道真           | 坪田雄介         | 渕上莉左                          | 6月6日         |
| 第73話  | 天下を取るぜ伊達政宗！〜やっぱ伊達だね編〜                | 伊達政宗           | 松本彩音         | 岩崎ヨーコ、秋穂範子              | 6月13日        |
| 第74話  | 無敵！素敵！沖田総司！                                    | 沖田総司           | 甲田周平         | 新川由紀子、マキノユミ 片渕千恵   | 6月20日        |
| 第75話  | 静かなるアイドル伝説、静御前！                            | 静御前             | 立花賢           | 千野早百合                        | 6月27日        |
| 第76話  | どら息子ねこ、柳生十兵衛！                                | 柳生十兵衛         | 矢野雄木         | 佐藤茜、村上朋子 今泉聖子         | 7月4日         |
| 第77話  | おもしろさ無限大、古事記！                                | 稗田阿礼           | 蝦名芙美         | 蝦名芙美                          | 7月11日        |
| 第78話  | とんちをきかせろ、一休宗純さん！                          | 一休宗純           | 立花賢           | 今あすみ、濵田太志                | 9月5日         |
| 第79話  | 猫なのに、里見八犬伝！                                    | 犬塚信乃           | 松本彩音         | 今野淑子、山根恵子 秋穂範子       | 9月12日        |
| 第80話  | お使いは伝説へ･･･ヤマトタケル！                           | ヤマトタケル       | 千野早百合       | 野嵜貴子                          | 9月20日        |
| 第81話  | 忍者ってなんじゃ？                                        | 忍びB              | 甲田周平         | 片渕千恵、マキノユミ 大橋彩子     | 10月3日        |
| 第82話  | パパは忍者、服部半蔵！                                    | 服部半蔵           | 矢野雄木         | 佐藤茜、中野花香 今泉聖子         | 10月10日       |
| 第83話  | ノンストップアーティスト、狩野永徳！                      | 狩野永徳           | 立花賢           | 石毛かほり                        | 10月17日       |
| 第84話  | どうなる？どうする？薩長同盟！                            | 中岡慎太郎         | 蝦名芙美         | 蝦名芙美                          | 10月31日       |
| 第85話  | 西郷の顔も三度まで!?〜モリモリ進軍編〜                    | 西郷隆盛           | 松本彩音         | 岩崎ヨーコ、山根恵子 秋穂範子     | 11月7日        |
| 第86話  | 信長包囲網、その影にコンビ愛あり！                        | 朝倉義景           | 甲田周平         | 片渕千恵、マキノユミ 大橋彩子     | 11月14日       |
| 第87話  | 仏様を造る男たち、運慶・快慶！                            | 運慶               | 千野早百合       | 野嵜貴子                          | 11月21日       |
| 第88話  | ここは黄金パラダイス、奥州藤原氏！                        | 藤原清衡           | 立花賢           | 今あすみ                          | 12月5日        |
| 第89話  | レッツゴー！参勤交代！                                    | 供家老             | 松本彩音         | 石毛かほり                        | 12月12日       |
| 第90話  | 弱きを助け強きをくじく下克上、北条早雲！                  | 北条早雲           | 蝦名芙美         | 渕上莉左                          | 12月19日       |
| 第91話  | 変身だ！炎の武将、長宗我部元親！                          | 長宗我部元親       | 甲田周平         | 前田柚綺、マキノユミ 片渕千恵     | 2019年 1月9日  |
| 第92話  | レッツエンジョイ九州統一、島津義弘！                      | 島津義弘           | 松本彩音         | 岩崎ヨーコ、井上美弦 秋穂範子     | 1月16日        |
| 第93話  | 五人そろって小田原北条氏！                                | 北条早雲           | 千野早百合       | 野嵜貴子                          | 1月30日        |
| 第94話  | 聞けば爽快!?空海！                                        | 空海               | 立花賢           | 石毛かほり                        | 2月6日         |
| 第95話  | 百猫えらんで、百猫一首！                                  | 藤原定家           | 矢野雄木         | 佐藤茜、中野花香 今泉聖子         | 2月20日        |
| 第96話  | 家康は天下の苦労人！〜伊賀越え編〜                        | 徳川家康           | 松本彩音         | 蝦名芙美                          | 2月27日        |
| 第4期   |                                                           |                    |                  |                                   |                |
| 第97話  | 寒さと空腹は敵だ、旧石器時代！                            | 子供A              | 甲田周平         | マキノユミ、大橋彩子              | 4月3日         |
| 第98話  | 戦国一の世渡り上手!?真田昌幸！                            | 真田昌幸           | さかしたのぶよし | さかしたのぶよし                  | 4月10日        |
| 第99話  | ニャンとかせんと、遷都物語！                              | 藤原不比等         | 千野早百合       | 野嵜貴子                          | 4月17日        |
| 第100話 | 強いぞ！強いの!?つわもの加藤清正！                        | 加藤清正           | 谷耀介           | 谷耀介                            | 4月24日        |
| 第101話 | 私は人気脚本家、近松門左衛門！                            | 近松門左衛門       | 松本倫大         | 富永美也子                        | 5月8日         |
| 第102話 | ノンストップ好奇心、徳川光圀！                            | 徳川光圀           | 立花賢           | 石毛かほり                        | 5月15日        |
| 第103話 | 尼将軍はアマくない、北条政子！                            | 北条政子           | 甲田周平         | 新川由紀子、片渕千恵 マキノユミ   | 5月22日        |
| 第104話 | いざ出陣、ビフォー関ヶ原！                                | 石田三成           | 千野早百合       | 松本彩音                          | 6月5日         |
| 第105話 | あぁ大変、アフター関ヶ原！                                | 徳川家康           | 千野早百合       | 野嵜貴子                          | 6月12日        |
| 第106話 | 私は幕末の宝だ、佐久間象山大先生！                        | 佐久間象山         | 濱田太志         | 今あすみ                          | 6月19日        |
| 第107話 | 万葉集きっての歌姫、額田王！                              | 額田王             | カワカミヤスコ   | カワカミヤスコ                    | 6月26日        |
| 第108話 | 幸村ヒーロー伝説、真田十勇士！                            | 猿飛佐助           | 松本彩音         | 井上美弦、佐藤尚子 秋穂範子       | 7月3日         |
| 第109話 | 目指せお金持ち、小林一茶これにあり！                      | 小林一茶           | 松本倫大         | 富永美也子                        | 7月10日        |
| 第110話 | やっぱり新選組、回想録！                                  | 永倉新八           | 千野早百合       | 野嵜貴子、石毛かほり              | 9月4日         |
| 第111話 | いろいろ試して百二十年、江戸三大改革！                    | 徳川吉宗           | 甲田周平         | マキノユミ、新川由紀子 片渕千恵   | 9月11日        |
| 第112話 | 山本八重は見た、幕末会津物語！                            | 山本八重           | 谷輝介           | 谷輝介                            | 9月18日        |
| 第113話 | アルティメット女武者、巴御前！                            | 巴御前             | 立花賢           | 石毛かほり                        | 10月2日        |
| 第114話 | 最後の将軍になっちゃった、徳川慶喜！                      | 徳川慶喜           | 松本彩音         | 神戸環、井上美弦 秋穂範子         | 10月9日        |
| 第115話 | 万の言葉を集めよう、万葉集！                              | 大伴家持           | 甲田周平         | マキノユミ、片渕千恵              | 10月16日       |
| 第116話 | キバ軍団にこの猫あり、山本勘助！                          | 山本勘助           | さかしたのぶよし | さかしたのぶよし                  | 10月23日       |
| 第117話 | お江戸で暮らそう！〜就職活動編〜                          | 猫吉               | 千野早百合       | 河口徳真                          | 11月6日        |
| 第118話 | 頼れる弟ナンバー1、豊臣秀長！                             | 豊臣秀長           | 松本倫大         | 富永美也子                        | 11月13日       |
| 第119話 | しくじった？やりきった！大友宗麟！                        | 大友宗麟           | 松本彩音         | 神戸環、井上美弦 秋穂範子         | 11月20日       |
| 第120話 | 天下取りはお任せを、黒田官兵衛！                          | 黒田官兵衛         | 立花賢           | 石毛かほり                        | 12月4日        |
| 第121話 | 戦国最後の将軍にすべりこめ、足利義昭！                    | 足利義昭           | 甲田周平         | マキノユミ、片渕千恵              | 12月11日       |
| 第122話 | 食べられなくても役立つ猫草、徒然猫草！                    | 兼好法師           | 秋津けいいち     | カワカミヤスコ                    | 12月18日       |
| 第123話 | 千年前から萌えを叫ぶ、更級日記！                          | 菅原孝標女         | 千野早百合       | 野嵜貴子、Ingen                   | 2020年 1月8日  |
| 第124話 | 坊主が屏風に上手に描くのは 坊主どころの話じゃない、雪舟！ | 雪舟               | 谷耀介           | 谷耀介                            | 1月15日        |
| 第125話 | 史上最大の兄弟ゲンカ、足利尊氏VS直義！                    | 足利尊氏           | 立花賢           | 石毛かほり                        | 1月29日        |
| 第126話 | 長崎出島は、いつでも大騒ぎ！                              | シーボルト         | 松本彩音         | 神戸環、井上美弦 秋穂範子         | 2月5日         |
| 第127話 | 敵は本能寺にあり！明智光秀!!                              | 明智光秀           | 千野早百合       | 野嵜貴子、Ingen                   | 2月19日        |
| 第128話 | 三日天下じゃ短すぎ！明智光秀!!                            | 明智光秀           | 千野早百合       | 野嵜貴子                          | 2月26日        |
| 第5期   |                                                           |                    |                  |                                   |                |
| 第129話 | 邪馬台国を守れ、女王・卑弥呼！                            | 卑弥呼             | コウダシュウヘイ | 石毛かほり                        | 4月8日         |
| 第130話 | 信長と濃姫、愛し合ってるかい!?                            | 織田信長           | 松本倫大         | 富永美也子                        | 4月15日        |
| 第131話 | んモ～なお医者さん、緒方洪庵！                            | 緒方洪庵           | 秋津けいいち     | 岩崎ヨーコ、佐久間しげ子 井上美弦 | 4月22日        |
| 第132話 | 戦国一のしょっぱい関係、信玄と謙信！                      | 武田信玄           | 蝦名芙美         | 蝦名芙美                          | 4月29日        |
| 第133話 | 戦わずして勝つ、塚原卜伝！                                | 塚原卜伝           | 渡部李果         | 渡部李果                          | 5月13日        |
| 第134話 | 歌って書いて即解決、柿本人麻呂！                          | 柿本人麻呂         | 立花賢           | 石毛かほり                        | 5月20日        |
| 第135話 | オシャレは戦だ、伊達政宗！                                | 伊達政宗           | 長門ミカ         | 長門ミカ                          | 6月3日         |
| 第136話 | 大変な一生だったカモ？方丈鳥記！                          | 鴨長明             | 長門ミカ         | -                                 | 6月10日        |
| 第137話 | 家康VS秀吉、天下分け目の激突!?                            | 徳川家康           | 松本倫大         | 富永美也子                        | 6月17日        |
| 第138話 | 女子力は花ざかり、国風文化！                              | 菅原道真           | コウダシュウヘイ | 石毛かほり                        | 7月1日         |
| 第139話 | 猫も逃げれば何かにあたる、桂小五郎！                      | 桂小五郎           | 蝦名芙美         | 蝦名芙美                          | 7月8日         |
| 第140話 | 芸を磨いて花を咲かせる、観阿弥・世阿弥！                  | 世阿弥             | 立花賢           | 石毛かほり                        | 7月15日        |
| 第141話 | 新選組外伝、刀は魂だ！                                    | 近藤勇             | 千野早百合       | Ingen                             | 9月9日         |
| 第142話 | 秀吉軍には負けないぞ！忍城攻防戦！！                      | 甲斐姫             | 渡部李果         | 今野淑子、井上美弦 秋穂範子       | 9月16日        |
| 第143話 | 元祖ラノベ作家！？井原西鶴！                              | 井原西鶴           | 松本倫大         | 富永美也子                        | 9月23日        |
| 第144話 | 安心を積み上げろ、信玄堤！                                | 武田信玄           | 松本彩音         | 松本彩音                          | 10月7日        |
| 第145話 | 戦国をぬくぬく生き抜く、宇喜多秀家！                      | 宇喜多秀家         | コウダシュウヘイ | 石毛かほり                        | 10月14日       |
| 第146話 | 悪人とは呼ばないで、戦国武将・松永久秀！                  | 松永久秀           | 長門ミカ         | 長門ミカ                          | 10月21日       |
| 第147話 | やってみよう！これがお江戸のスポーツだ！                  | 筋肉先生           | 松本倫大         | 富永美也子                        | 10月28日       |
| 第148話 | ウルトラがんばるクイーン、光明子！                        | 光明子             | わたべりか       | わたべりか                        | 11月11日       |
| 第149話 | これはイケるぜ、明智光秀！〜山崎の戦い編〜！              | 明智光秀           | 千野早百合       | 野嵜貴子、Ingen                   | 11月18日       |
| 第150話 | 戦国の電撃ユニット、徳川四天王！                          | 徳川四天王         | 千野早百合       | 野嵜貴子、Ingen                   | 11月18日       |
| 第151話 | ニャンとも素敵なルール？大宝律令！                        | 藤原不比等         | コウダシュウヘイ | 石毛かほり                        | 12月9日        |
| 第152話 | ワンダフルが伝わらない！？ワンニャン忠臣蔵！              | 吉良上野介         | 長門ミカ         | 今野淑子、佐久間しげ子 秋穂範子   | 12月16日       |
| 第153話 | スーパーキャット聖徳太子、お寺を建てる！                  | 聖徳太子           | 蝦名芙美         | 蝦名芙美                          | 12月23日       |
| 第154話 | 強面系純情派武将、柴田勝家！                              | 柴田勝家           | 松本倫大         | 富永美也子                        | 2021年 1月6日  |
| 第155話 | 測量王になるぞ、間宮林蔵！                                | 間宮林蔵           | 立花賢           | 石毛かほり                        | 1月13日        |
| 第156話 | 茶々はチャチャッと終わらない、淀殿！                      | 淀殿               | 松本彩音         | 今野淑子、佐久間しげ子 秋穂範子   | 1月27日        |
| 第157話 | 嗚呼、憧れの院政生活！                                    | 後白河法皇         | コウダシュウヘイ | 石毛かほり                        | 2月3日         |
| 第158話 | 戦国に熊出没注意！龍造寺隆信！                            | 龍造寺隆信         | わたべりか       | わたべりか                        | 2月17日        |
| 第159話 | 彫って、旅して、微笑んで、円空！                          | 円空               | 中田麻衣子       | 野嵜貴子、Ingen                   | 2月24日        |
| 第160話 | 東北に政宗あり！政宗に片倉小十郎あり！                    | 片倉小十郎（景綱） | 長門ミカ         | 神戸環、井上美弦 秋穂範子         | 3月3日         |

### 放送局
| 放送期間                    | 放送時間           | 放送局                  | 対象地域           | 備考        |
| --------------------------- | ------------------ | ----------------------- | ------------------ | ----------- |
| 2016年4月6日 - 2021年3月3日 | 水曜 18:45 - 18:54 | NHK Eテレ               | 日本全域           | 天てれ第2部 |
| 2020年4月6日 - 2021年3月3日 | 月曜 18:50 - 19:00 | NHKワールド・プレミアム | 日本除く、世界放送 |             |

| 配信開始日    | 配信時間         | 配信サイト | 備考      |
| ------------- | ---------------- | ---------- | --------- |
| 2019年4月15日 | 月曜 6:50 - 7:00 | AbemaTV    | 第4期より |

### DVD
Amazonにて受注生産販売されている（DVD-R）。各巻とも、ジャケットデザインが収録話の各主役キャラのデザインバージョンがある（BOX版、特別版を除く）。
| 巻     | デザインバージョン                         | 発売日         | 収録話                      | 規格品番(ASIN)  |
| ------ | ------------------------------------------ | -------------- | --------------------------- | --------------- |
| 1      | 卑弥呼                                     | 2016年12月1日  | 第1話 - 第4話               | ASIN B01LTHY4I6 |
| 1      | 織田信長                                   | 2016年12月1日  | 第1話 - 第4話               | ASIN B01LTHY4HM |
| 1      | 坂本龍馬                                   | 2016年12月1日  | 第1話 - 第4話               | ASIN B01LTHY4IG |
| 1      | 聖徳太子                                   | 2016年12月1日  | 第1話 - 第4話               | ASIN B01LTHY4HW |
| 2      | 新選組                                     | 2016年12月1日  | 第5話 - 第8話               | ASIN B01LTHY4FY |
| 2      | 徳川家康                                   | 2016年12月1日  | 第5話 - 第8話               | ASIN B01LTHY4HC |
| 2      | 真田幸村                                   | 2016年12月1日  | 第5話 - 第8話               | ASIN B01LTHY4FE |
| 2      | 紫式部                                     | 2016年12月1日  | 第5話 - 第8話               | ASIN B01LTHY4EK |
| 3      | 源頼朝                                     | 2016年12月1日  | 第9話 - 第12話              | ASIN B01LTHY4D6 |
| 3      | 藤原道長                                   | 2016年12月1日  | 第9話 - 第12話              | ASIN B01LTHY4GI |
| 3      | 武田信玄                                   | 2016年12月1日  | 第9話 - 第12話              | ASIN B01LTHY4GS |
| 3      | 伊達政宗                                   | 2016年12月1日  | 第9話 - 第12話              | ASIN B01LTHY4FO |
| 4      | 坂本龍馬                                   | 2016年12月1日  | 第13話 - 第16話             | ASIN B01LTHY4E0 |
| 4      | 縄文人                                     | 2016年12月1日  | 第13話 - 第16話             | ASIN B01LTHY4DQ |
| 4      | 真田幸村                                   | 2016年12月1日  | 第13話 - 第16話             | ASIN B01LTHY4G8 |
| 4      | 徳川家康                                   | 2016年12月1日  | 第13話 - 第16話             | ASIN B01LTHY4F4 |
| 5      | 足利尊氏                                   | 2016年12月16日 | 第17話 - 第20話             | ASIN B01LTHY4EU |
| 5      | 大塩平八郎                                 | 2016年12月16日 | 第17話 - 第20話             | ASIN B01LTHY4EA |
| 5      | 清少納言                                   | 2016年12月16日 | 第17話 - 第20話             | ASIN B01LTHY4DG |
| 5      | 徳川綱吉                                   | 2016年12月16日 | 第17話 - 第20話             | ASIN B01LTHY4H2 |
| BOX版  | 第1話 - 第20話の 主役キャラの集合イラスト  | 2016年12月16日 | 第1話 - 第20話              | ASIN B01LTHYZW6 |
| 特別版 | 徳川家康 真田幸村                          | 2016年12月22日 | 第6話、第7話 第15話、第16話 | ASIN B01LTHZ5TS |
| 6      | 新選組                                     | 2017年1月7日   | 第21話 - 第24話             | ASIN B01LTI0VS2 |
| 6      | 源義経                                     | 2017年1月7日   | 第21話 - 第24話             | ASIN B01LTI0VSC |
| 6      | 伊能忠敬                                   | 2017年1月7日   | 第21話 - 第24話             | ASIN B01LTI0VSM |
| 6      | 大石内蔵助                                 | 2017年1月7日   | 第21話 - 第24話             | ASIN B01LTI0VSW |
| 7      | 宮本武蔵                                   | 2017年2月10日  | 第25話 - 第28話             | ASIN B01LTI9AIO |
| 7      | 織田信長                                   | 2017年2月10日  | 第25話 - 第28話             | ASIN B01LTI9AHU |
| 7      | 井伊直虎                                   | 2017年2月10日  | 第25話 - 第28話             | ASIN B01LTI9AI4 |
| 7      | 徳川吉宗                                   | 2017年2月10日  | 第25話 - 第28話             | ASIN B01LTI9AIE |
| 8      | 石田三成                                   | 2017年3月17日  | 第29話 - 第32話             | ASIN B06XD57GV8 |
| 8      | 聖武天皇                                   | 2017年3月17日  | 第29話 - 第32話             | ASIN B06XCQ7GTG |
| 8      | お市と浅井三姉妹                           | 2017年3月17日  | 第29話 - 第32話             | ASIN B06XDCGY5Y |
| 8      | 豊臣秀吉                                   | 2017年3月17日  | 第29話 - 第32話             | ASIN B06XCQ68M7 |
| BOX版2 | 第21話 - 第32話の 主役キャラの集合イラスト | 2017年4月3日   | 第21話 - 第32話             | ASIN B01LTICMRU |
| 9      | 弥生人                                     | 2017年8月25日  | 第33話 - 第36話             | ASIN B074V5VBVW |
| 9      | 上杉謙信                                   | 2017年8月25日  | 第33話 - 第36話             | ASIN B074V5VBWY |
| 9      | 平清盛                                     | 2017年8月25日  | 第33話 - 第36話             | ASIN B074V73MFY |
| 9      | 松尾芭蕉                                   | 2017年8月25日  | 第33話 - 第36話             | ASIN B074V62DHJ |
| 10     | 北条時宗                                   | 2017年8月25日  | 第37話 - 第40話             | ASIN B074V71M5Z |
| 10     | 篤姫                                       | 2017年8月25日  | 第37話 - 第40話             | ASIN B074V6MD9L |
| 10     | 平将門                                     | 2017年8月25日  | 第37話 - 第40話             | ASIN B074V7K2H1 |
| 10     | 鑑真                                       | 2017年8月25日  | 第37話 - 第40話             | ASIN B074V62LMF |
| 11     | 新選組                                     | 2017年8月25日  | 第41話 - 第44話             | ASIN B074V62DHT |
| 11     | 平賀源内                                   | 2017年8月25日  | 第41話 - 第44話             | ASIN B074V73MGZ |
| 11     | 今川義元                                   | 2017年8月25日  | 第41話 - 第44話             | ASIN B074V6MD92 |
| 11     | 吉田松陰                                   | 2017年8月25日  | 第41話 - 第44話             | ASIN B074V6TR7V |
| 12     | 上杉謙信                                   | 2017年11月7日  | 第45話 - 第48話             | ASIN B076RXB35K |
| 12     | 中臣鎌足                                   | 2017年11月7日  | 第45話 - 第48話             | ASIN B076SDSK52 |
| 12     | 毛利元就                                   | 2017年11月7日  | 第45話 - 第48話             | ASIN B076S7P6FR |
| 12     | ペリー                                     | 2017年11月7日  | 第45話 - 第48話             | ASIN B076S1VKM3 |
| 13     | 千利休                                     | 2017年11月7日  | 第49話 - 第52話             | ASIN B076SBG7F5 |
| 13     | 足利義満                                   | 2017年11月7日  | 第49話 - 第52話             | ASIN B076SDS57G |
| 13     | 土方歳三                                   | 2017年11月7日  | 第49話 - 第52話             | ASIN B076S7P7B6 |
| 13     | 斎藤道三                                   | 2017年11月7日  | 第49話 - 第52話             | ASIN B076S1VKN7 |
| BOX版3 | 第33話 - 第52話の 主役キャラの集合イラスト | 2017年12月15日 | 第33話 - 第52話             | ASIN B077T6LY3B |
| 14     | 杉田玄白                                   | 2018年3月26日  | 第53話 - 第56話             | ASIN B079Z8W97P |
| 14     | 高杉晋作                                   | 2018年3月26日  | 第53話 - 第56話             | ASIN B079ZDHNH8 |
| 14     | 井伊直政                                   | 2018年3月26日  | 第53話 - 第56話             | ASIN B079ZF9926 |
| 14     | 直江兼続                                   | 2018年3月26日  | 第53話 - 第56話             | ASIN B079ZDVR3D |
| 15     | 細川ガラシャ                               | 2018年3月26日  | 第57話 - 第60話             | （販売なし）    |
| 15     | 阿倍仲麻呂                                 | 2018年3月26日  | 第57話 - 第60話             | ASIN B079ZD3W4L |
| 15     | 二宮金次郎                                 | 2018年3月26日  | 第57話 - 第60話             | ASIN B079ZC87HH |
| 15     | 葛飾北斎                                   | 2018年3月26日  | 第57話 - 第60話             | ASIN B079ZDHNHV |
| 16     | 春日局                                     | 2018年2月21日  | 第61話 - 第64話             | ASIN B07D7DPD6K |
| 16     | 竹中半兵衛                                 | 2018年2月21日  | 第61話 - 第64話             | ASIN B07D7DM9VF |
| 16     | 浅井三姉妹                                 | 2018年2月21日  | 第61話 - 第64話             | ASIN B07D7DNLZW |
| 16     | 高杉晋作                                   | 2018年2月21日  | 第61話 - 第64話             | ASIN B07D7GJS84 |

### 無断使用について
2018年3月15日にミュージシャンのデーモン閣下が自身のブログで、2018年2月28日に放送された第2期第64話の『破天荒シンガー、高杉晋作！〜破天荒度MAX編〜』において、晋作が俊輔に代わって西洋諸国との条約締結交渉に臨るために「デーモン風高杉」という嘘の名前で登場して大音量でロックを奏でるという、姿も行動パターンもデーモン閣下を直線的に意識させる演出が自身の肖像を許可もなく無断使用しているとして、自身のブログに投稿して抗議した。それに対しNHKは「事実関係を調査している」としていたが、後に無断使用を認めて公式サイトに謝罪文を掲載した。また、そのサイトのあらすじや登場人物を紹介するページからもデーモン風高杉は削除されている。なお、晋作は原作の漫画で登場しているが、デーモン風高杉は原作に登場していないアニメ特有のキャラクターである。
| NHK Eテレ 水曜18:45 - 18:55 | NHK Eテレ 水曜18:45 - 18:55 | NHK Eテレ 水曜18:45 - 18:55 |
| 前番組                      | 番組名                      | 次番組                      |
| --------------------------- | --------------------------- | --------------------------- |
| 探偵チームKZ事件ノート      | ねこねこ日本史              | 宇宙なんちゃら こてつくん   |

## 映画
『映画 ねこねこ日本史 〜龍馬のはちゃめちゃタイムトラベルぜよ！〜』のタイトルで2020年2月22日に公開された。小学生ねこのフクと坂本龍馬がタイムトラベルで冒険するストーリーとなっている。物語のキーパーソンとなる平賀源内を佐藤二朗が演じる。

### あらすじ
幕末のねこねこ日本史。坂本龍馬は長州藩の桂小五郎と薩摩藩の西郷隆盛の仲が悪いと聞き、仲直りさせようと京の町に飛び出すが、巨大なカラスに飲み込まれる。龍馬はカラスの中でフクと出会う。カラス型タイムマシンのヤッちゃんはこれまでの事情を説明する。
令和の時代、フクのおじいちゃん茶々丸はタイムマシーン・ヤッちゃんを完成させる。茶々丸は忘れっぽい猫たちのため、歴史ロマンかるたを作ろうと考え、ヤッちゃんにプログラミング。タイムトラベルに出発しようとしたが、忘れ物を取りにいっている間にお昼寝用クッションを探しに来たフクが乗り込み、ヤッちゃんは発進してしまう。かるたが完成するまで帰れないと言われたフクはヤッちゃんの中で暴れまわり、幕末に落ちてしまったのだった。怠け者のフクと明るく社交的な龍馬は、マンモスのいる旧石器時代から歴史をたどり、かるたを作るミッションをこなしてゆく。
ダメージ続きのヤッちゃんは限界を迎え、関ケ原の戦いの最中に墜落。そこへ他の時代のねこねこ偉人たちが次々あらわれ騒動になる。発明家の平賀源内が鳥型タイムマシーンで到着。ヤッちゃんの三本目の足に靴をはかせていなかったせいで、足跡が時空の裂け目となって混乱が生じていた。関ケ原はピリピリイライラする猫たちの争いが止まらない。だが卑弥呼の超能力で猫たちは元の時代に返される。
ヤッちゃんは幕末の京に到着。京の猫たちは荒れていた。源内は関ケ原のピリピリイライラが広まってしまったという。龍馬は薩長を仲直りさせるという使命を思い出し、ヤッちゃんに靴を片方あげて飛び出す。フクが「龍馬は最高の相棒ニャ」と叫び、最後のかるたが完成する。フクは龍馬にフラフープを渡して別れを惜しみ未来へ旅立つ。龍馬はフラフープの中に桂と西郷を引き寄せ、薩長同盟が成立する。体力の限界を迎えたヤッちゃんのため、フクは龍馬がためこんだおもちゃやガラクタ、作ったかるたを外に捨てる。
令和の時代に戻ったフクは公園で争うこども猫たちに猫しっぽぐるぐるを呼びかけ、仲直りさせる。おじいちゃんはフクがかるたをなくしたことにがっかりするが、フクは全部話して聞かせると意気込む。だがポカポカ陽気でみんな眠ってしまうのだった。

### メインキャラクター
坂本龍馬
声 - 小林ゆう
幕末の偉人ねこ。マイペースで物怖じしない性格で、色々なねこと仲良くなるのが得意。黒船来航の動乱の中、ヤッちゃんとフクに出会う。フクのかるた作りに協力するため、タイムトラベルに同行し、日本の歴史を旅する。テレビアニメ版と原作の龍馬とは微妙に異なるデザインで、太眉に明るいオレンジ色の羽織と、カーキ色の袴。テレビアニメ版は細眉に青緑色の袴と赤濃いオレンジ色の羽織。
フク
声 - 山下大輝
現代小学生の男の子白いねこ。寝るのが好きで面倒くさがり。発明家のおじいちゃんが作ったカラス型タイムマシン「ヤッちゃん」にうっかり乗り込み、タイムトラベルした幕末で龍馬に出会う。龍馬の相棒となるため、龍馬とは対称的なふさふさの長毛種となっている。
ヤッちゃん
声 - 山寺宏一
カラス型タイムマシン。正式名は「カラス型タイムマシン8号機」。胸に赤い8の字模様がある。フク・龍馬を乗せ、時をかける。フクたちがかるた作りをさぼるときついツッコミをいれる。ロボットなのに、タイムマシン機能だけでなく、変幻自在に体を伸縮することもできる。体内に三本目の足が格納されており、この足で時空を蹴破ってタイムトラベルする。三本目の足に靴をはかせていないと「足跡」が残り、時空の裂け目となって、歴史を変える原因となってしまう。テレビアニメ版第4期のオープニングにも登場している。
平賀源内
声 - 佐藤二朗
フクと龍馬が出会った発明家ねこで、この物語のキーマン。自称「ねこねこ日本一の発明家エキセントリックエレクトリック平賀源内」。ヤッちゃんに似た鳥型タイムマシンに乗り、時空の裂け目を修復している。水色の羽織に「T・P」の文字が入ったキャップをかぶっている。テレビアニメ版での平賀源内役は小林ゆうで、服の色も異なる。

### その他のキャラクター
中岡慎太郎
声 - 八代拓
龍馬の知り合いで、物語開幕に黒船来航の動乱の最中、黒船とペリーグッズを楽しむ子供ねこたちを見て、龍馬に薩摩と長州を仲良くすることを諭す幕末のねこ。龍馬が帰還した後では登場していない。
茶々丸
フクのおじいちゃん。高齢の発明家ねこ。顔が見えないほど毛がふさふさに伸びている。平賀源内に鳥型のタイムマシン製作を促され、家族にまで迷惑をかけ、ようやく8号機目であるヤッちゃんを完成させた。
卑弥呼
声 - 小林ゆう
邪馬台国のお気楽な女王のねこ。騒動に巻き込まれた歴史猫たちを超能力で元の時代に戻した、ねこねこ日本史上の最強才媛。
聖徳太子
声 - 小林ゆう
飛鳥時代のスーパーキャット。龍馬とフクに和の大切さを説き伏せる。イライラしづらい性格。
聖武天皇
声 - 小林ゆう
奈良時代にタイムスリップした龍馬一行にたくさんの玩具をプレゼントした天皇。
紫式部
声 - 小林ゆう
女装した龍馬が平安貴族の女子たちからモテモテになっている間、フクと出会い一目惚れする。
平清盛
声 - 小林ゆう
平安後期を支配する平家の総大将。ヤッちゃんのおぞましい姿に及び腰となる。
源頼朝／源義経
声 - 小林ゆう
壇ノ浦の戦いにヤッちゃんの甲冑に変身したフクくんとのバトルで負けて友達となった義経。テレビ情報で義経の大活躍に嫉妬する頼朝は、何も知らない友好的な龍馬を共に加担させ、平泉寺に匿っている義経と弁慶たちを総攻撃したことで、心配する龍馬とショック受けて逆鱗したフクくんの関係が亀裂の原因となる。
織田信長
声 - 小山力也
天下統一を目論み、明智光秀（声：浜添伸也）やヤッちゃんをいじめたりする天下人のねこ。平賀源内と同様、テレビアニメ版も小林ゆうが担当。
徳川家康
声 - 小林ゆう
戦国武将のねこ。織田信長と豊臣秀吉の元部下であり、江戸幕府の創設者。関ヶ原の戦いにて、タヌキと取り間違えられて行方不明となり、江戸幕府開幕後から幕末にいる歴代将軍もタヌキのままで、イライラ気質の影響を受けなかった。
石田三成
声 - 大森日雅
豊臣秀吉の元直属の部下。徳川家康との関ヶ原の戦いにて、タイムスリップからまきこまれて生還した秀吉と再会する。
お龍
声 - 小野寺瑠奈
龍馬の恋人のねこ。タイムトラベルの歪んだ影響力のせいでイライラが止まらず、帰還したばかりの龍馬を襲う。
西郷隆盛
声 - 大森日雅
薩摩藩のねこ。物語冒頭では大柄な体格だったが、龍馬が帰還したときは時空の歪みのせいで小柄になっていた。
桂小五郎
声 - 太田悠介
長州藩のねこ。姿を隠しながら西郷を挑発する。龍馬帰還後の京では高杉晋作の幽霊と皿回しショーをやっていた。

### スタッフ
- 原作 - そにしけんじ[47]
- 監督 - 河村友宏[47]
- 脚本 - 清水匡[47]
- アニメーション制作 - ジョーカーフィルムズ[47]
- 配給 - アニプレックス[47]
- 製作 - 「映画 ねこねこ日本史 2020」製作委員会（実業之日本社、ジョーカーフィルムズ、NHKエンタープライズ、イオンエンターテイメント、キャラアニ、アニプレックス、木下グループ、ジェイアール東日本企画）

### ノベライズ
- 『小説 映画 ねこねこ日本史 ～龍馬のはちゃめちゃタイムトラベルぜよ！～』〈実業之日本社ジュニア文庫〉2019年12月20日発売、ISBN 978-4-408-53750-4

### その他
第4期後編OP「きまぐれ☆にゃんにゃんヒストリー！」の中で、映画の主人公フクとカラスが映っている。

## YouTube公式チャンネル
2020年12月22日にYouTubeに公式チャンネルを開設。毎週金曜日にアニメ本編を更新するほか、YouTube独自のコンテンツを公開している。

## ゲーム・アプリ
ねこねこ日本史 楽しく学べる歴史雑学クイズ
合同会社オン・ザ・ハンモックがリリースしたiPhoneアプリ。「縄文・弥生時代」「飛鳥・奈良・平安時代」「鎌倉・室町時代」「戦国時代・安土桃山時代」「江戸時代」など時代からクイズを選択する事ができ、ユーザーが興味のある歴史的事象を探求できる。また、レベルアップしていくことで歴史上人物のキャラクターカード（歴史上の人物紹介を読むことが出来るカード）を入手することが出来るなど、楽しんで学べる要素が盛り込まれている。
ねこねこ日本史 歴史発見パズル！
フリュー発売。2017年5月10日より配信のニンテンドー3DS用ダウンロード配信専用ソフト。ジャンルはパズルゲーム。
ねこねこ日本史〜時代を変えニャアいかんぜよ!〜
略称：ねこぜよ。株式会社ココロフリーよりリリースされたスマホゲーム。幕末を舞台に、坂本龍馬と桂小五郎と西郷隆盛が時空を超えて冒険するストラテジーゲーム。
ねこねこ日本史 -いざ、パズルで勝負だニャ！-
神経衰弱型パネル合わせのパズルゲームアプリ。
ねこねこ日本史 〜マージでぐるぐる歴史誕生！〜
ねこねこ日本史公式アニメキャラでお金などを集め、キャラクターを別変換にレベルアップ進化させる神経衰弱ゲームアプリ。

## 関連書籍

### キャラクター図鑑
- 『ねこねこ日本史 キャラクター図鑑』2016年10月29日発売、ISBN 978-4-408-41443-0

### 絵本
- 『テレビアニメえほん ねこねこ日本史　卑弥呼』2017年10月20日発売、ISBN 978-4-408-33736-4
- 『テレビアニメえほん ねこねこ日本史　新選組』2017年10月20日発売、ISBN 978-4-408-33735-7

### 漢字ドリル
- 『ねこねこ日本史でよくわかる 小学1年生のねこねこ漢字ドリル』2021年2月19日発売、ISBN 978-4-408-64000-6
- 『ねこねこ日本史でよくわかる 小学2年生のねこねこ漢字ドリル』2021年2月19日発売、ISBN 978-4-408-64001-3
- 『ねこねこ日本史でよくわかる 小学3年生のねこねこ漢字ドリル』2021年2月19日発売、ISBN 978-4-408-64002-0

### 教育シリーズ
- 『ねこねこ日本史でよくわかるシリーズ』
- 『ねこねこ日本史 ヒーロー＆ヒロイン列伝1』2020年3月6日発売、ISBN 978-4-408-41500-0
- 『ねこねこ日本史 ヒーロー＆ヒロイン列伝2』2022年4月7日発売、ISBN 978-4-408-64054-9
- 『ねこねこ日本史 ヒーロー＆ヒロイン列伝3』2024年6月27日発売、ISBN 978-4-408-64126-3